# 李志雄 (1942年)
李志雄（1942年—），男，浙江杭州人，中华人民共和国政治人物，曾任杭州市人民政府副市长，中共杭州市委常委，浙江省人大常委会副主任。